# Labidura
Labidura — род насекомых из семейства уховёртки. Вероятно, самый древний экземпляр Labidura был найден в эоценовом янтаре. Один из видов, Labidura herculeana с острова Святой Елены, была самой крупной из всех уховерток. Признана вымершей в 2014 году.

## Виды
Род включает следующие виды:
- Labidura cryptera Liu, 1946
- Labidura dharchulensis Gangola, 1968
- Labidura elegans Liu, 1946
- Labidura japonica (Haan, 1842)
- Labidura minor Boeseman, 1954
- Labidura orientalis Steinmann, 1979
- Labidura riparia (Pallas, 1773)
- Labidura xanthopus (Stal, 1855)
- † Labidura herculeana (Fabricius, 1798)